# Ulanów (gmina)
Ulanów [uˈlanuf] (en ukrainien: Улянів, Ulianiv) est une commune urbaine-rurale de la Voïvodie des Basses-Carpates et du powiat de Nisko. Elle s'étend sur 119,6 km2 et comptait 8 905 habitants en 2010.

## Géographie
Outre le siège Ulanów, la gmina regroupe les villages de Bieliniec, Bieliny, Borki, Bukowina, Dąbrowica, Dąbrówka, Dyjaki, Glinianka, Huta Deręgowska, Koszary, Kurzyna Mała, Kurzyna Średnia, Kurzyna Wielka, Podbuk, Podosiczyna, Ryczki, Wólka Bielińska et Wólka Tanewska.